# Charlier (cráter)

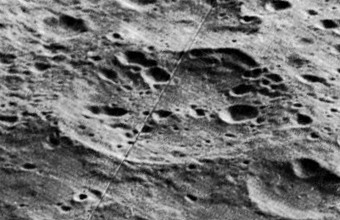
Otra vista oblicua desde el Lunar Orbiter 5, lado oeste

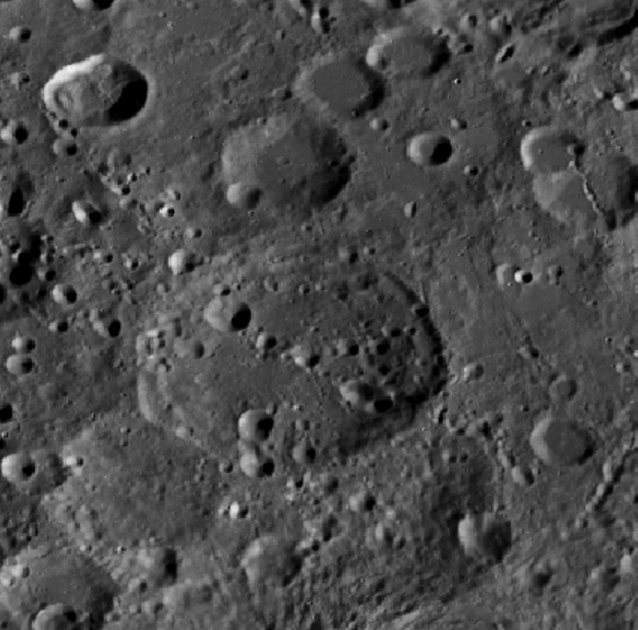
Fotografía de la misión
Lunar Reconnaissance Orbiter

Charlier es un cráter de impacto que se encuentra en la cara oculta de la Luna, al sur-sureste del cráter de mayor tamaño Kovalevskaya. Al noreste de Charlier aparece el cráter Perrine.
|  |

Se trata de un cráter erosionado con el borde exterior dañado. La sección más intacta del brocal se sitúa a lo largo del cuadrante noreste; hacia el sur y el oeste ha sido erosionado casi por completo y está parcialmente cubierto por pequeños cráteres. La parte occidental del borde se superpone a un grupo resultante de la fusión de múltiples impactos pequeños.
El suelo interior tampoco ha escapado a los bombardeos, y varios pequeños cráteres se localizan en su interior, y en algunos lugares se superponen a elementos anteriores. Dos zonas de la planta interior han quedado relativamente libres de efectos notables, siendo una de ellas adyacente a la parte norte del suelo interior y la otra está en la parte suroeste de la planta.

## Cráteres satélite
Por convención estos elementos son identificados en los mapas lunares poniendo la letra en el lado del punto medio del cráter que está más cerca de Charlier.
|          | \| Charlier \| Coordenadas \| Diámetro \| \| -------- \| ------------------------------- \| -------- \| \| Z \| 39°42′N 131°36′O / 39.7, -131.6 \| 46 km \| |          |
| Charlier | Coordenadas | Diámetro |
| Z        | 39°42′N 131°36′O / 39.7, -131.6 | 46 km    |